# Gentianidae
Gentianidae (gencianídeas) é a designação dada em nomenclatura filogenética ao grupo de eudicotiledóneas que tinham sido descritas informalmente como «euasterídeas» (inglês: euasterids), o «núcleo de las astéridas». um clado composto pelos clados conhecidos por Lamiidae (lamiídeas) e Campanulidae (campanulídeas). A composiçao do agrupamento é bastante similar à do grupo Asteridae segundo o sistema de Takhtajan (1980) e o sistema de Cronquist (1981), mas inclui também as ordens Apiales, Aquifoliales, Garryales e Icacinaceae.

## Descrição
Apesar das Gentianidae terem sido originalmente identificadas com base em evidências morfológicas, o resultado de estudos subsequentes permitiram identificar um conjunto de atributos que são característicos do grupo. Entre esses atributos estão os estames epipétalos, que igualam em número a quantidade de membros da corola, dois carpelos fundidos e óvulos unitégmicos.